# The Very Tall Band
The Very Tall Band ist ein Jazz-Album von 1998 der Jazz-Größen Oscar Peterson, Milt Jackson und Ray Brown. Begleitet wird das Trio vom Schlagzeuger des Ray Brown Trios, Karriem Riggins.

## Hintergrund
Der Name des Albums leitet sich von mehreren Projekten ab, die Peterson, Jackson und Brown zwischen 1961 (Oscar Peterson Trio with Milt Jackson – Very Tall), 1981 (Reunion Blues) und 1989 (Very Tall) gemeinsam aufgenommen hatten.
Das Album wurde an drei Abenden vom 24. bis 26. November 1998 im New Yorker Club Blue Note aufgenommen. Aus den Aufnahmen wurde noch eine zweite CD zusammengestellt, The Very Tall Band – What´s Up?, die 2007 ebenfalls bei Telarc erschienen ist.
Mit den Titeln Ja-da und Sometimes I’m happy zeigt die Gruppe, wie gut sie Harmonie, Rhythmus und Melodie in einen schwingenden Groove verwandelt.
Petersons Akkorde in der Ballade When Summer comes und die kraftvollen Arpeggios in Caravan lassen keine Auswirkungen des Schlaganfalls erahnen, den er in den frühen neunziger Jahren erlitten hatte.
Milt Jacksons SKJ ist das perfekte Vehikel für seine fehlerlosen Soli, auf Nature Boy zeigt er seine gewohnte Meisterleistung.
Brown, der in den vierziger Jahren mit Jackson in Dizzy Gillespies Big Band spielte und später mit Peterson in dessen Combos, zeigt seine Präsenz und Können in der Komposition Blues for JR – auch bekannt als Pyramid vom Modern Jazz Quartet – und auf dem Bass-Solo-Medley von Full Moon and Empty Arms, The Very Thought of You und Nat Adderleys Work Song.

## Rezeption
Ken Dryden bewertete das Album bei Allmusic wie folgt:

“Oscar Peterson's landmark meeting with Milt Jackson in the mid-'60s produced the very successful studio date Very Tall. They've played and recorded together on a number of occasions since then, joined by Ray Brown more often than not, but these live tracks recorded at the Blue Note are among their most satisfying sessions.”

„Oscar Petersons wegweisende Zusammenarbeit mit Milt Jackson in der Mitte der 60er Jahre produzierte die sehr erfolgreiche Studioaufnahme Very Tall. Sie haben seitdem bei einer Reihe von Gelegenheiten zusammen gespielt und aufgenommen, von Ray Brown dabei öfter begleitet als nicht, aber diese im Blue Note aufgenommen Live-Tracks gehören zu ihren zufriedenstellendsten Sessions.“

## Die Titel des Albums
- „Ja-Da“ (Bob Carleton) – 7:21
- „SKJ“ (Milt Jackson) – 8:10
- „I Remember Clifford“ (Benny Golson) – 8:13
- „When Summer comes“ (Oscar Peterson) – 4:23
- „Blues for JR“ (Ray Brown) – 11:00
- „Nature Boy“ (Eden Ahbez) – 5:44
- „Sometimes I’m Happy“ (Vincent Youmans) – 8:43
- „Bass Solo Medley“: „Full moon and empty arms“ (Buddy Kaye, Ted Mossman), „The Very Thought of You“ (Ray Noble), „The Work Song“ (Nat Adderley) – 7:32
- „Caravan“ (Juan Tizol, Duke Ellington) – 9:13